# Kerstin Mey
Kerstin Mey (* 1963 in Ost-Berlin, Deutsche Demokratische Republik) ist eine deutsche Kunsthistorikerin. Sie war von 2021 bis 2024 Präsidentin der University of Limerick und damit die erste Frau in der Geschichte Irlands an der Spitze einer Universität.

## Leben und Karriere
Kerstin Mey studierte an der Humboldt-Universität Berlin Kunstgeschichte und Germanistik auf Lehramt und schloss das Studium mit dem Magister artium ab. Im Anschluss war sie als Wissenschaftliche Mitarbeiterin an der Universität tätig und promovierte 1990 im Fach Kunstgeschichte.
Über den DAAD kam sie von 1992 bis 1996 als Lektorin an die University of Warwick. Dort absolvierte sie darüber hinaus ein Postgraduiertenprogramm in europäischer Kulturpolitik und -verwaltung. Von 1996 bis 2004 war sie Lehrbeauftragte an der University of Dundee. An der University of Ulster forschte sie in dem Projekt Art and its Locations. Sie baute dort das Forschungszentrum für Kunst, Technologien und Design mit auf und leitete von 2004 bis 2009 das Forschungsinstitut für Kunst und Design.
Ab 2009 arbeitete Kerstin Mey in Canterbury an der University for the Creative Arts als Forschungsleiterin. Den Lehrstuhl für zeitgenössische Kunst und Kunsttheorie der University of Westminster nahm sie 2013 ein.
2018 wechselte sie an die University of Limerick. Dort war sie Vizepräsidentin für akademische Angelegenheiten, ab 2020 Interimspräsidentin und von 2021 bis 2024 Präsidentin der University of Limerick. Sie war damit nicht nur die erste Frau im Präsidium einer irischen Universität, sondern zählte auch zu den wenigen Ostdeutschen an der Spitze einer europäischen Hochschule. Eine im Jahr 2019 vom Centrum für Hochschulentwicklung veröffentlichte Studie zur Heterogenität des Führungspersonals deutscher Universitäten zeigte auf, dass dies zumindest in Deutschland bis zu diesem Zeitpunkt noch nicht der Fall gewesen war.

## Publikationen (Auswahl)

### Monografien, Berichte
- Kerstin Mey: Untersuchungen zur Plastik unter besonderer Berücksichtigung des Beitrages der Bildeinheit zur Konstituierung der Form. Humboldt-Universität zu Berlin, Berlin 1990 (Dissertation).

- Kerstin Mey: Art and Obscenity. IB Tauris, London/New York 2007, ISBN 978-1-84511-235-6.

### Zeitschriften und Sammelbände
- Sculpsit: Contemporary Artists on Sculpture and Beyond. Manchester University Press, Manchester 2001, ISBN 0-7190-6165-2.
- mit Simon Yuill: Cross-wired: Communication, Interface, Locality. Manchester University Press, 2004, ISBN 0-7190-7036-8.
- Art in the making. Aesthetics, Historicity and Practice. Peter Lang, Oxford 2004, ISBN 978-3-906764-93-1.
- On-Site/In-Sight. In: Journal of Visual Art Practice. Vol., Nr. 4.2, Dezember 2005, ISSN 1470-2029.
- Yvonne Spielmann: Hybrid Identities in Digital Media. Hrsg.: International Journal for Research in New Media. Sonderausgabe, Convergence, 2005, ISSN 1354-8565.
- mit Meike Krönke und Yvonne Spielmann: Kultureller Umbau: Räume, Identitäten und Repräsentationen. transcript Verlag, Bielefeld 2007, ISBN 978-3-89942-556-7.
- mit Ruth Morrow und Doris Rohr: Creative Transformations. Hrsg.: University of Ulster. Coleraine, Nordirland 2008, ISBN 978-1-85923-224-8.
- University of Ulster (Hrsg.): ISEA 2009: 15th Symposium on Electronic Art. 2009, ISBN 978-1-905902-04-0.
- University of Ulster (Hrsg.): Interface – Report 2. 2009, ISBN 978-1-905902-03-3.
- mit Smite und Smits: Artistic Research. In: MPLab, University of Liepaja and RIXC The Centre for Media Culture, Riga (Hrsg.): Acoustic Space Journal. Vol., Nr. 9, April 2011, ISSN 1407-2858.
- mit Smite, Medoch, Smites: Energy. Hrsg.: MPLab, University of Liepaja and RIXC The Centre for Media Culture. 8. Auflage. Acoustic Space Journal, Vol. Februar 2011, ISSN 1407-2858.
- mit Kristina Niedderer (Hrsg.): Art, Design & Communication in Higher Education. Band 10, Nr. 2, 2012, ISSN 1474-273X, doi:10.1386/adch.10.2.121_2.